# Tádžikistán
Tádžikistán, plným názvem Republika Tádžikistán (tádžicky Ҷумҳурии Тоҷикистон, Džumhúrí-ji Tódžíkistón), je vnitrozemský stát ve Střední Asii. Sousedí na západě s Uzbekistánem, na severu s Kyrgyzstánem, na východě s Čínou a na jihu s Afghánistánem. Od Pákistánu je oddělen úzkým afghánským Vachánským koridorem. Země je velmi hornatá, většina území leží v nadomořské výšce nad 3000 m, největší část zabírá pohoří Pamír, podnebí má kontinentální. Tádžikistán se dělí na 4 vilájety, na ploše 143 000 km² žije 10,8 milionu obyvatel. Hlavním a největším městem je Dušanbe,  dalšími velkými městy jsou Chudžand, Bochtar a Kulob. Tádžikové tvoří přes 85 % obyvatel, největší menšinou jsou Uzbeci, oficiálním jazykem je tádžičtina a ruština, drtivá většina obyvatel se hlásí k islámu. 
Území, které nyní tvoří Tádžikistán, bylo dříve domovem několika starověkých kultur, včetně starověkého města Sarazm v neolitu a v době bronzové, a později bylo domovem království ovládaných lidmi různých vyznání a kultur, včetně Oxuské kultury, Andronovské kultury, buddhismu, nestoriánského křesťanství, védského náboženství, zoroastrianismu, manichaeismu a islámu. V této oblasti vládly četné říše a dynastie, včetně Achaemenovské, Sásánovské, Heftalitské, Samanidské a Mongolské říše. V době, kdy byl ovládán Tímúrovskou dynastií a Bucharským chanátem, vzkvétala na území Timuridská renesance. Oblast byla později podmaněna Ruskou říší a jejím následníkem  Sovětským svazem. V rámci Sovětského svazu byly moderní hranice země zakresleny, až když byla součástí sovětského Uzbekistánu jako Tádžická autonomní sovětská republika, než se v roce 1929 stala plnohodnotnou sovětskou republikou.
Dne 9. září 1991 se Tádžikistán deklaroval jako samostatný suverénní stát, krátce nato se Sovětský svaz rozpadl. Téměř okamžitě po získání nezávislosti vypukla občanská válka, která trvala od roku 1992 do roku 1997. Od konce války umožnila nově nastolená politická stabilita a zahraniční pomoc růst ekonomiky země. Stát vedený prezidentem Emómalí-ji Rahmónem je od roku 1994 kritizován řadou nevládních organizací za autoritářské vedení, korupci a rozsáhlé porušování lidských práv, včetně mučení, svévolného věznění, rostoucí nedostatek náboženské svobody a dalších občanských svobod, a zhoršující se politické represe.
Tádžikistán je podle ústavy unitární prezidentská republika, kdy je prezident zároveň hlavou státu i hlavou vlády, zákonodárnou moc má jak vláda, tak dvokomorové Madžlisi. Ve skutečnosti jde autoritářský režim s prvky kultu osobnosti; v indexu demokracie je 9. nejhorší hodnocenou zemí. V indexu lidského rozvoje se Tádžikistán umístil na 126. místě na světě. Je to rozvojová země s přechodovou ekonomikou, která je vysoce závislá na převodech peněz od migrantů z ciziny , výrobě hliníku a pěstování bavlny. Tádžikistán je členem Organizace spojených národů, Společenství nezávislých států, Organizace pro bezpečnost a spolupráci, Organizace islámské spolupráce, Organizace ekonomické spolupráce, Šanghajské organizace pro spolupráci a Organizace smlouvy o kolektivní bezpečnosti a také členem partnerství pro mír s NATO.

## Etymologie
Tádžikistán znamená „zemi Tádžiků“. Přípona „-stan“ je perské slovo pro „místo“ nebo pro „zemi“ a Tádžik je s největší pravděpodobností název předislámského kmene (před sedmým stoletím).
Jeden z nejvýznamnějších perských slovníků, Amid Dictionary, poskytuje následující vysvětlení tohoto termínu podle více zdrojů:
- Ani arabský, ani turecký, ten, kdo mluví persky, persky mluvící osoba.
- Arabské dítě, které je vychováváno v Persii, a tak mluví persky.

Starší slovník Qias Al-luqat definuje Tádžika jako „toho, kdo není ani Mongol, ani Turek“.

## Historie

### Starověk
První obyvatelé přišli na území Tádžikistánu okolo roku 4000 př. n. l. V době bronzové zde žili lidé kultury Baktrijsko-margiánského archeologického komplexu a Andronovské kultury. Z této doby je i starověké předměstské osídlení Sarazm (3500–2000 př. n. l.), světové dědictví UNESCO. Někteří autoři tvrdí, že v 7. a 6. st. př. n. l. byla část území současného Tádžikistánu součástí starověkého království Kambódža než bylo částí Achaimenovské říše. Po roce 600 př. n. l. začali na území přicházet Židé, kteří prchali před pronásledováním z Babylónu.
Po porážce Perské říše Alexandrem Velikým a jeho krátkodobé okupaci území, ovládli tuto oblast helenistické nástupnické státy, Seleukovská říše z níž se později oddělilo Řecko-baktrijské království. Jüe-č'ové, v letech 90 př. n. l. až 30 př. n. l., zničili poslední nástupnická helenistická království a společně s Tochary založili Kušánskou říši. Kušánská říše kontrolovala region až do svého úpadku v 3. st. n. l. a poté bylo území současného Tádžikistánu většinou pod kontrolou Sásánovské říše s krátkodobým ovládnutím nomádskou říší Hefthalitů a v letech 650 n. l. až 680 n. l. Tibetskou říší.

### Středověk
V 7. století přišly nájezdy Arabů a s nimi i šíření islámu. Politicko-kulturně-obchodními centry celé Střední Asie se v té době stala města Samarkand a Buchara (převážně obývaná Tádžiky). Po Arabech byla oblast ovládnuta Chórezmskou říší, kterou vyvrátili a zpustošili Mongolové pod vedením Čingischána. Mongolové založili Čagatajský chanát. Po nich území ovládala Tímúrovská říše, kterou založil turkický dobyvatel Tamerlán, a poté Bucharský chanát.

### Ruské impérium a Sovětský svaz
V 19. století do celé Střední Asie vpadlo carské Rusko a celou oblast zabralo. Místní muslimští obyvatelé proti Rusům začali vést partyzánskou válku. Po bolševické revoluci v Rusku se boj za svobodu zintenzivnil. Rudá armáda nebyla schopna ovládnout toto území a nastolit bolševický režim. Avšak koncem 20. let Rudá armáda vytlačila partyzány do hor a v roce 1929 vznikla Tádžická sovětská socialistická republika. Hlavní město Dušanbe bylo přejmenováno na Stalinabad. Hranice vytyčila Stalinova vláda, která vůbec nebrala ohled na etnické složení obyvatelstva. Například tádžická historická města Samarkand a Buchara připadla sousední Uzbecké sovětské socialistické republice a naopak některé oblasti, které byly obydleny výhradně Uzbeky, připadly Tádžické sovětské socialistické republice. Sověti začali silně bojovat proti místním náboženstvím.
V roce 1972 byla povolena emigrace sovětských Židů a následkem toho nastala masivní emigrace do USA a Izraele. Emigrace pokračovala i po získání nezávislosti a místní židovská komunita tzv. bucharských Židů, která zde žila už od 6. století př. n. l., de facto zanikla (dnes má komunita centrum v New Yorku). V 80. letech se opět probudil boj za sebeurčení a nezávislost země.

### Nezávislost a občanská válka
V roce 1991, po kolapsu SSSR, vyhlásil Tádžikistán nezávislou republiku a ještě téhož roku vstoupil do Společenství nezávislých států. V roce 1992 vypukla v Tádžikistánu občanská válka. Občanská válka byla vedena proti režimu prezidenta Emómalí-ji Rahmóna, který zcela eliminoval opozici. Demokratická opozice se spojila s islámskými radikály a některými menšinami, které bojovaly za sebeurčení a začala válku proti oficiální vládě. Vládní vojska s pomocí ruské a uzbecké armády měla převahu, ale porazit opoziční vojska se jim nepodařilo. Válka se zvrhla v nejhorší etnické čistky v oblasti. Statisíce lidí musely odejít ze svých domovů a desetitisíce jich byly povražděny. Válka skončila v roce 1997. V roce 1999 se konaly nové volby, které ovšem byly opozicí označeny za nesvobodné. Vláda ale z voleb vznikla. Během let 1999 a 2000 vznikly v zemi základny islámských radikálů ze sousedního Uzbekistánu. Používají převážně severozápadní území obydlené Uzbeky pro útoky proti uzbecké vládě. Tádžická vláda není schopna proti radikálům zasáhnout, protože poslání vojska do oblasti obydlené Uzbeky by mohlo vyvolat další vlnu násilí.

### 21. století
Země zažila další šok po 11. září 2001. Do země začalo proudit mnoho uprchlíků z Afghánistánu, kde právě probíhala válka mezi Tálibánem a vojsky USA. Do země byly umístěny jednotky Američanů, Indů a Francouzů. Prezidentské volby v roce 2006 byly bojkotované většinou hlavních opozičních stran. Režim však je nyní méně represivní než v minulém desetiletí. Přesto v zemi není náboženská svoboda. Což dokazuje zákaz Svědků Jehovových roce 2007, kteří se po pádu komunismu začali velice rychle šířit po celém bývalém východním bloku.

## Státní symboly

### Vlajka
Tádžická vlajka je tvořena listem o poměru stran 1:2 se třemi vodorovnými pruhy: červeným, bílým a zeleným, v poměru šířek 2:3:2. Ve středu bílého pruhu je znak se zlatou korunou a sedmi zlatými pěticípými hvězdami v oblouku nad korunou.

### Znaky
Tádžický státní znak je tvořen stylizovanou kresbou zlaté koruny a sedmi zlatými pěticípými hvězdami v oblouku nad korunou (v podobné grafické podobě jako na vlajce). Pod korunou je paprsčité zlaté slunce, vycházející za trojicí zlatých hor, pokrytých stříbrným sněhem. Výjev je ohraničen (heraldicky) vlevo věncem zlatých pšeničných klasů a vpravo zelenou větévkou bavlníku s listy a rozevřenými tobolkami. Věnec je převázán stuhou v národních barvách (červeno-bílo-zelenou) a v dolní části je překryt zlatou knihou v červených deskách.

### Hymna
Tádžická hymna, tádžicky Surudi Milli (Суруди Миллӣ) byla oficiálně přijata v roce 1991, stejnou melodii ale měla i hymna Tádžické SSR v rámci Sovětského svazu. Text napsal Gulnazar Keldj (Гулназар Келдӣ) a hudbu složil Sulajmon Judakov (Сулаймон Юдаков).

## Geografie

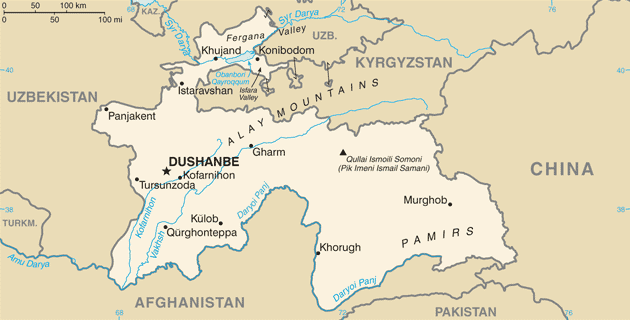
Mapa Tádžikistánu

Tádžikistán má rozlohu 143 100 km², je to vnitrozemský stát bez přístupu k moři a rozlohou je nejmenší ze zemí Střední Asie. Leží převážně mezi 36° a 41° severní šířky a 67° a 75° východní délky. Je tvořen pohořím Pamír a většina země je v nadmořské výšce přes 3 000 metrů. Oblasti s nižší nadmořskou výškou se nacházejí na severu (část Ferganské kotliny) a v jižních údolích řek Kafirnigan a Vachš, které tvoří řeku Amudarju. Tádžikistán leží mezi Kyrgyzstánem (délka hranice 630 km) a Uzbekistánem (910 km) na severu a západě, Čínou (519 km) na východě a Afghánistánem (1356 km) na jihu. Hory pokrývají 93 % rozlohy Tádžikistánu. Ze dvou hlavních pohoří, Pamíru a Alajského hřbetu, pramení mnoho ledovcem napájených potoků a řek, které se od pradávna používají k zavlažování zemědělské půdy. Severní Tádžikistán lemuje další významné středoasijské pohoří, Tian Šan. Hornatý terén odděluje dvě populační centra Tádžikistánu, která se nacházejí v nížinách jižní (řeka Pandž) a severní (Ferganská kotlina) části země. Zejména v oblastech s intenzivní zemědělskou a průmyslovou činností zanechala politika Sovětského svazu v oblasti využívání přírodních zdrojů nezávislému Tádžikistánu dědictví v podobě environmentálních problémů.
Nejvyšší místa pohoří Pamír se nacházejí na východě, poblíž hranic s Kyrgyzstánem. Této oblasti dominují vrcholy Pamírsko-alajského horského systému, včetně dvou ze tří nejvyšších vrcholů bývalého Sovětského svazu: Pik Lenina - 7 134 m a Štít Ismaela Samáního, v dřívějších dobách známý jako Pik Kommunizma, - 7 495 m.

### Vodstvo

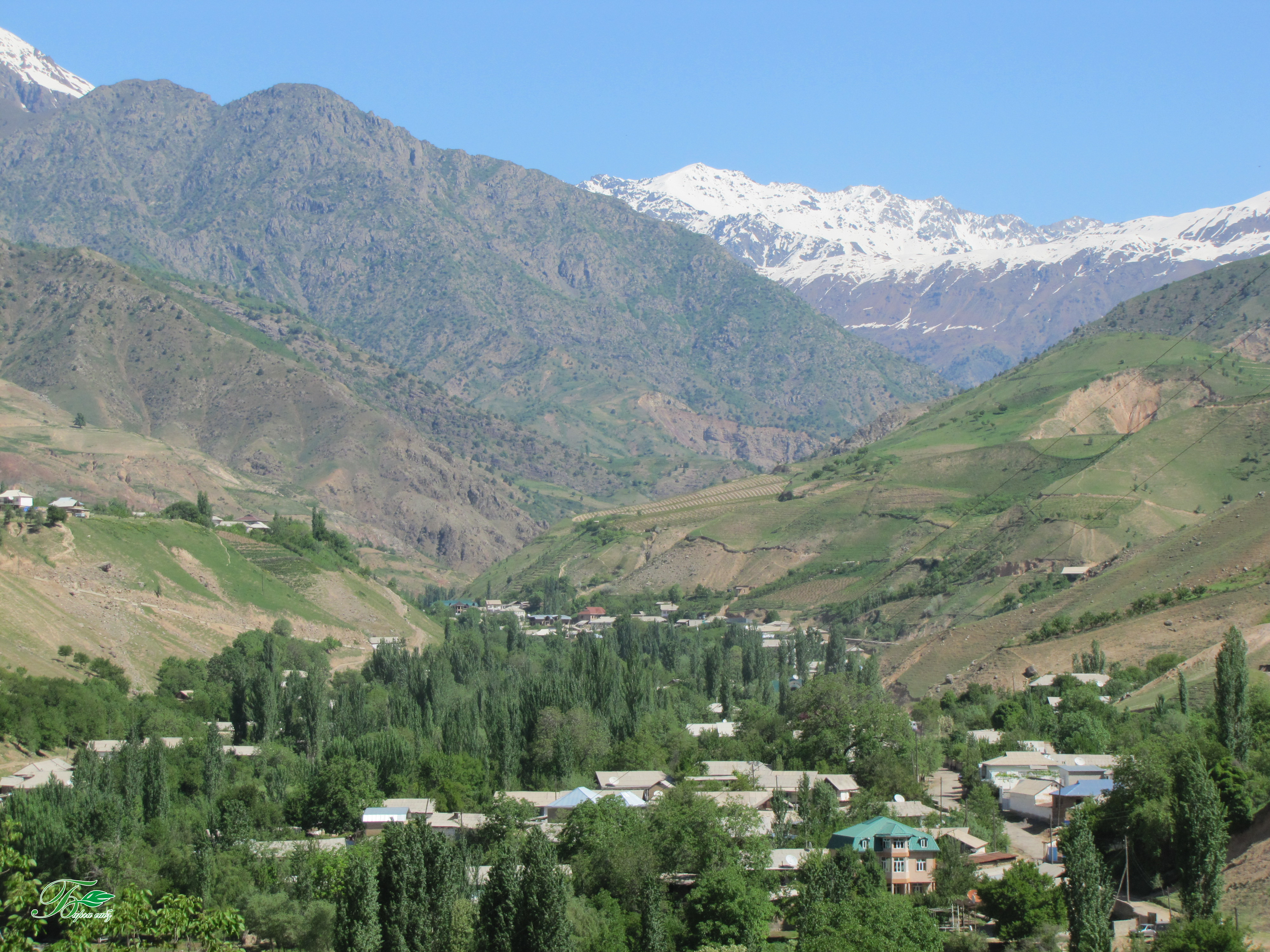
Pohoří Pamír v Tádžikistánu

Říční síť je rozvinuta nerovnoměrně. Nejhustší je v horských oblastech a nejřidší v rovinách na severu a jihozápadě. Téměř všechny řeky patří k povodím Amúdarji, Syrdarji a Zeravšánu. Jen ve východním Pamíru nevelké řeky Karadžilga, Akdžilga a Muzkol patří k povodí bezodtokého jezera Karakul a řeka Markansu náleží k povodí řeky Tarim. Povodí Amúdarji zaujímá ¾ rozlohy republiky. Na hranicích s Afghánistánem k němu náleží zdrojnice Amúdarji Pandž (s přítoky Ghunt, Bartang, Jazghulóm, Vandž, Kyzylsu) a Vachš (na horním toku nad ústím Óbichingou známá pod jménem Surchob) a Kófirnihón. K povodí Syrdarji (protéká severní částí Tádžikistánu v délce 195 km) patří řeky, které stékají ze severního svahu Turkestánského hřbetu (Isfara, Chodžabakirgan, Karasú, Áksú). Na území Tádžikistánu se nachází horní tok Zeravšanu (s přítoky Fóndarjó, Kštut a Móghijón). Většina řek tekoucích z vysokých hor má ledovcový zdroj (s maximálním průtokem v červenci a srpnu) nebo sněhovo-ledovcový (s maximálním průtokem v květnu a červnu). Řeky, které pramení ve středních výškách a níže mají zdroj především v tajícím sněhu, dešti a podzemních vodách a největší průtok mají v březnu až květnu. Řeky se využívají pro zavlažování a k získávání hydroenergie.
Jezera se nacházejí především v Pamíru a v Hisóro-Alajském pohoří. Největší je Karakul. Jezera Sarezské a Jašilkul vznikla zavalením údolí. Jedno z nejkrásnějších jezer vzniklých závalem Iskanderkul se nachází v Hisórském hřbetě. V Tádžikistánu se nacházejí velké přehrady: Kajrakkumská, Nurecká, Farchadská.
Nejdelším horským ledovcem Asie je Fedčenkův ledovec v pohoří Pamír a je 71 km dlouhý. Přehradní nádrž Róghun má největší hráz na světě (306 m).

### Podnebí
Podnebí je kontinentální s horkým suchým létem a chladnou zimou. Průměrná lednová teplota v Dušanbe je 1 °C, ale v horách −25 °C, červencová 28 °C, na horách 0 °C. Průměrný roční úhrn srážek je 100 mm, na horách 1 400 mm.

## Politika

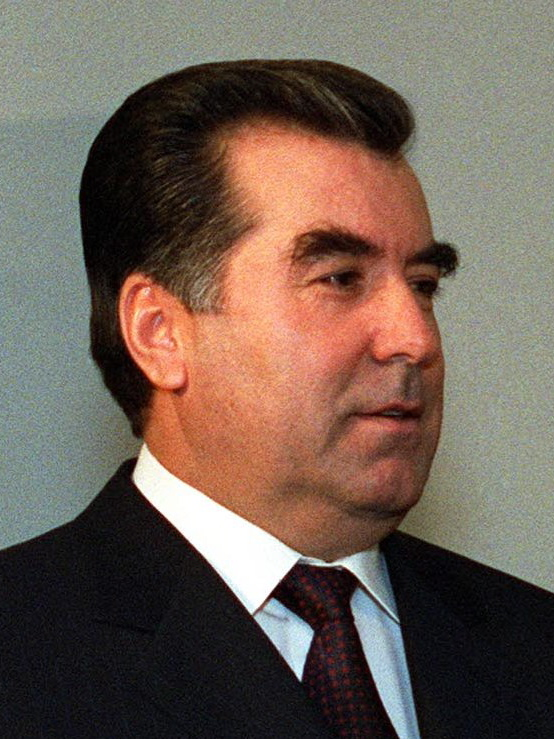
Prezident Tádžikistánu Emomali Rahmon vládne zemi od roku 1994

Politika Tádžikistánu se formálně odehrává v rámci prezidentské republiky, kde je prezident zároveň hlavou státu i vlády, a systému více stran. Zákonodárnou moc má jak výkonná moc, tak obě komory parlamentu.
V praxi vládne v Tádžikistánu prezident Emómalí-ji Rahmón, který stojí v čele autoritářského režimu s prvky kultu osobnosti od roku 1994. Političtí odpůrci jsou potlačováni, dochází k závažnému porušování lidských práv a svobod, volby nejsou svobodné a spravedlivé a bují korupce a nepotismus. Různé důležité vládní posty zastávají členové jeho rodiny, například jeho syn Rustam Emomali je předsedou parlamentu a starostou hlavního města Dušanbe.

### Administrativní dělení
Tádžikistán se skládá ze 4 správních oblastí. Jsou to Sogdijský vilájet a Chatlonský vilájet, dále jedna autonomní oblast Horský Badachšán ( tádžicky: Viloyati Mukhtori Kuhistoni Badakhshon) a Centrálně spravované okresy (Raiony Respublikanskogo Podchineniya v transliteraci z ruštiny nebo tádžicky: (dříve známá jako Karoteginská oblast). Hlavním městem Sogdijského vilájetu je Chudžand (dříve zvaný Leninabád), hlavním městem Chatlonu je Bochtar (dříve nazývaný Qurghonteppa resp. Kurgan-Ťube) a hlavním městem Horského Badachšánu je Chorog. Hlavní město státu Dušanbe je zároveň správním centrem Centrálně spravovaných okresů. Každý region se dělí na několik okresů (tádžicky: ноҳия, nochija nebo rajon), které se zase dále dělí na džamoaty (samosprávné jednotky na úrovni vesnic). V roce 2008 bylo v Tádžikistánu 58 okresů a 367 džamoatů, kromě toho mezi subregionální jednotky patřilo 17 měst a 54 osad městského typu (tádžicky: шаҳрак, šachrak). 

## Obyvatelstvo

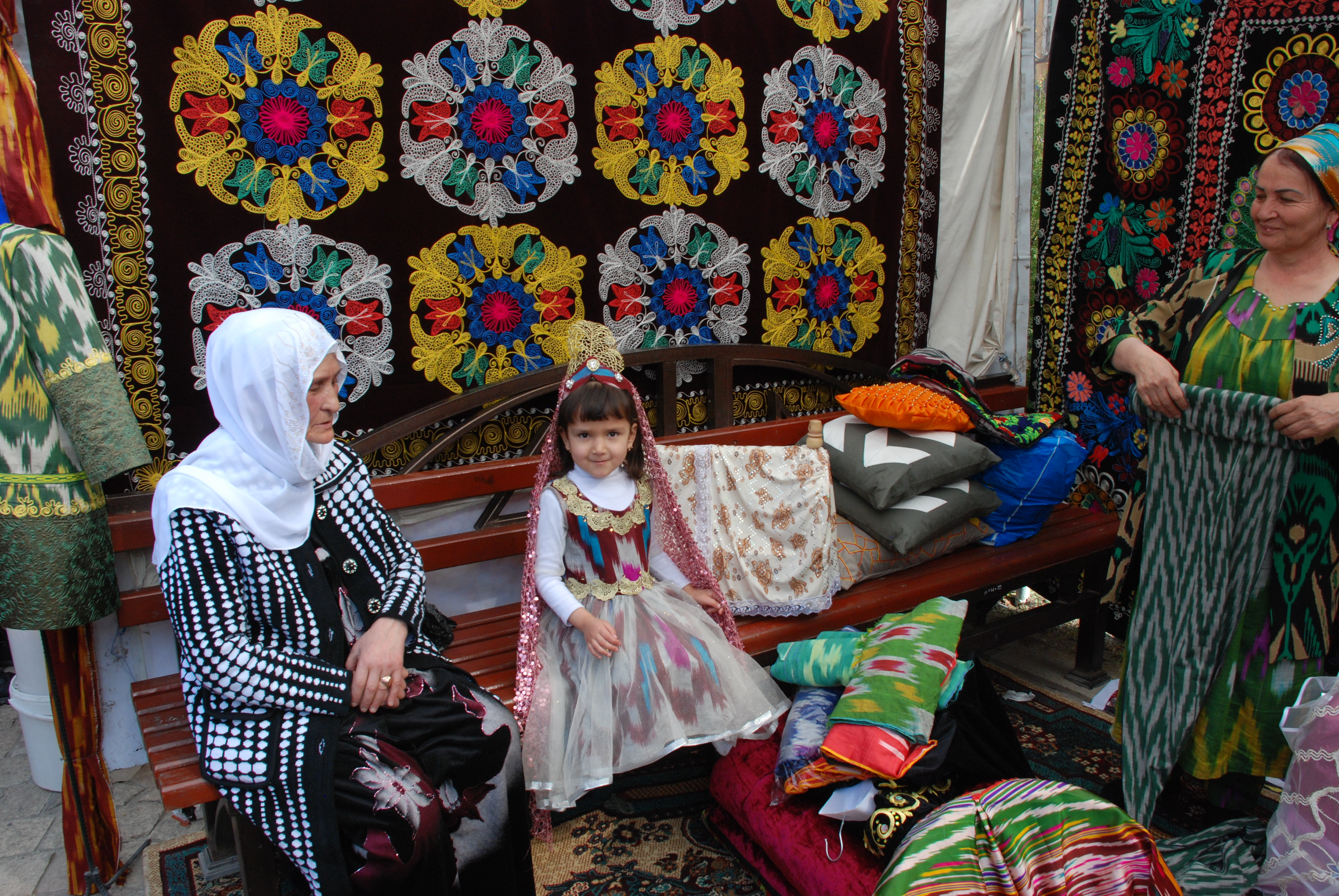
Oslavy svátku Nowruz

Podle údajů Organizace spojených národů žije K roku 2025 v Tádžikistánu 10 786 734 obyvatel. Hlavní etnickou skupinou jsou Tádžikové, kteří hovoří tádžičtinou, zatímco menšinu tvoří Uzbekové a Rusové, jejichž počet se v důsledku emigrace snižuje, což z Tádžikistánu činí jedinou zemi ve Střední Asii, která má menšinu turkického obyvatelstva, a naopak většinu íránského obyvatelstva. Za větší skupinu Tádžiků jsou považováni Pamírci z Badachšánu, populace Jagnobiů a menšina stoupenců Ismá'ílíja. Občané Tádžikistánu se nazývají Tádžikistánci.
V roce 1989 tvořili etničtí Rusové v Tádžikistánu 7,6 % obyvatelstva; do roku 2020 se jejich podíl snížil přibližně na 0,3 % v důsledku občanské války v Tádžikistánu, která vyhnala většinu etnických Rusů. Po skončení války ruská emigrace pokračovala. Počet etnických Němců v Tádžikistánu se v důsledku emigrace snížil: v roce 1979 dosáhl nejvyššího počtu 38 853 osob a po rozpadu Sovětského svazu „téměř zmizel“.
Tádžikové jsou hlavní etnickou skupinou na většině území Tádžikistánu a v severním a západním Afghánistánu, přičemž v Afghánistánu žije více Tádžiků než v Tádžikistánu. Tádžikové jsou menšinou v Uzbekistánu a v roce 2021 bylo v Rusku oficiálně registrováno asi 2,4 milionu tádžických občanů.
Úředními jazyky Tádžikistánu jsou tádžičtina jako státní jazyk a ruština jako mezietnický jazyk, jak je uvedeno v článku 2 ústavy: „Státním jazykem Tádžikistánu je tádžičtina. Ruský jazyk je jazykem mezinárodního styku."
 

Přibližně 90 % obyvatel Tádžikistánu mluví na různé úrovni rusky. Odrůdy ruštiny, kterými se v Tádžikistánu mluví, vědci označují jako tádžickou(istánskou) ruštinu a s uzbeckou(istánskou) ruštinou sdílí některé podobnosti, například morfologické rozdíly a lexikální odlišnosti, jako je používání slova урюк pro divokou meruňku nebo кислушка pro rebarboru.
| Náboženství v Tádžikistánu (2020) | Náboženství v Tádžikistánu (2020) | Náboženství v Tádžikistánu (2020) | Náboženství v Tádžikistánu (2020) | Náboženství v Tádžikistánu (2020) |
| --------------------------------- | --------------------------------- | --------------------------------- | --------------------------------- | --------------------------------- |
| náboženství                       |                                   |                                   | procenta                          |                                   |
| islám                             | islám                             |                                   | 97,5 %                            | 97,5 %                            |
| křesťanství                       | křesťanství                       |                                   | 0,7 %                             | 0,7 %                             |
| bez vyznání                       | bez vyznání                       |                                   | 1,7 %                             | 1,7 %                             |
| ostatní                           | ostatní                           |                                   | 0,2 %                             | 0,2 %                             |

Tádžikistán je sekulární stát s ústavou, která zaručuje svobodu náboženského vyznání, ale přesto silně reguluje praktiky jeho muslimskou většinu. Sunnitský islám hanífovské  školy je oficiálně uznáván vládou od roku 2009. Vláda vyhlásila dva islámské svátky, svátek přerušení půstu (Íd ul-Fitr) a svátek oběti (Íd al-Adhá), jako státní svátky. Podle amerického ministerstva zahraničí a výzkumné skupiny Pew je 98 % obyvatel Tádžikistánu muslimů. Přibližně 87-95 % z nich jsou sunnité, zhruba 3 % šíité a zhruba 7 % muslimové bez denominace. Šíitská část obyvatelstva žije převážně v autonomní oblasti Horský Badachšán a jsou stoupenci ismá'ílíjské větve šíitského islámu. Zbývající 2 % obyvatelstva jsou stoupenci ruského pravoslaví, protestantismu, zoroastrismu a buddhismu. Muslimové se během ramadánu postí, přičemž asi třetina na venkově a 10 % ve městech dodržuje každodenní modlitby a dietní omezení.

## Ekonomika

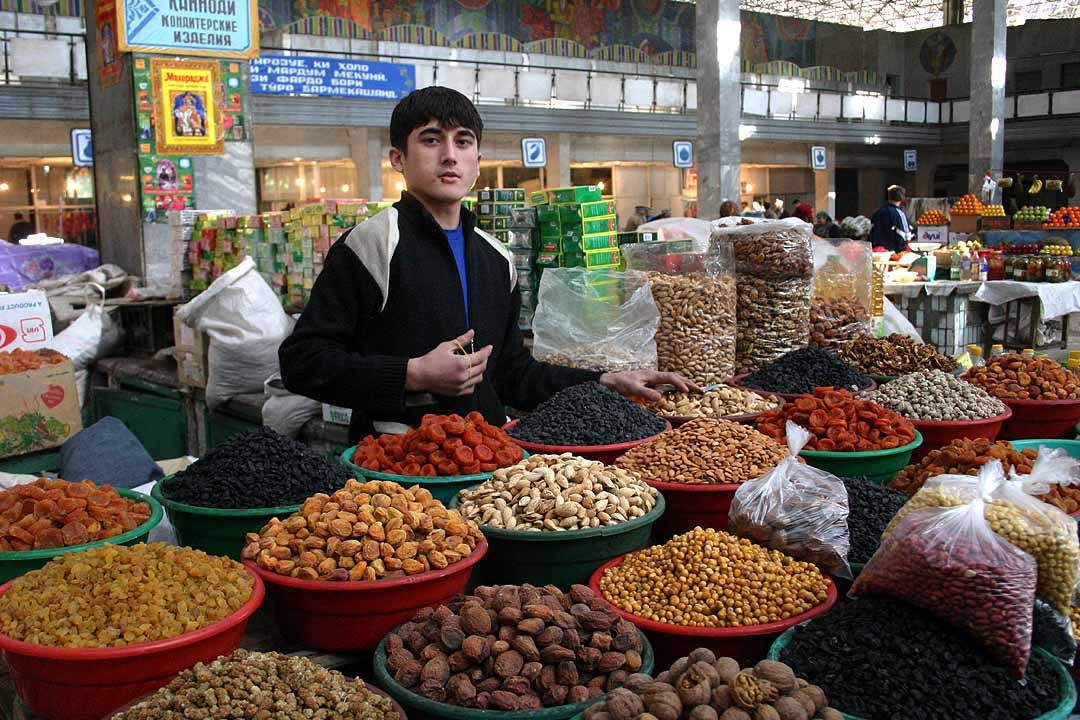
Tádžický prodavač sušeného ovoce

Tádžikistán je rozvojová země, ekonomicky nejslabší ze všech postsovětských republik. Celkem 42 % celkového HDP pochází z remitencí (peněžních převodů více než 1 milionu Tádžiků pracujících v cizině, především v Rusku). V poměru k HDP je to jeden z největších podílů na světě. Těží se hnědé uhlí, ropa, zemní plyn, antimon, olovo, rtuť a zlato. Hlavní průmyslová odvětví jsou těžební, textilní, potravinářský a hutnický průmysl. Pěstuje se bavlna, obilniny, tabák, ořechy, citrusy, meruňky, vinná réva, zelenina a luštěniny. Chová se skot, ovce, kozy, jaci a drůbež. Využívány jsou hydroenergetické zdroje.

## Kultura
Kultura Tádžikistánu se vyvíjela několik tisíc let. Tádžickou kulturu lze rozdělit na dvě oblasti, metropolitní a kuhistonskou (horskou). Mezi moderní městská centra patří Dušanbe (hlavní město), Chudžand, Kulob a Pandžakent. Kultura  byla původně společná s kulturou Uzbekistánu, ale během komunistické éry byla kulturní struktura regionu narušena sovětským vedením, které zavedlo umělé hranice a pojem „národní stát“ - něco, co dříve neexistovalo.  
Tádžická kuchyně má mnoho společného s íránskou, afghánskou, ruskou, čínskou a uzbeckou kuchyní.  Je známá pokrmy jako kabuli pulao, qabili palau a samanu. Palov (pilaf), nazývaný také oš (tádžicky: ош), je v Tádžikistánu, stejně jako v jiných zemích regionu, národním jídlem. Národním nápojem je zelený čaj (tádžicky: чойи кабуд). Tradiční tádžická jídla začínají malými pokrmy ze sušeného ovoce, ořechů a halvy, následuje polévka a maso a končí se palovem. Každé jídlo doprovází čaj, který se často podává i mezi jídly jako projev pohostinnosti. Často se pije neslazený. Tádžická kuchyně nabízí velké množství ovocných, masových a polévkových pokrmů.  

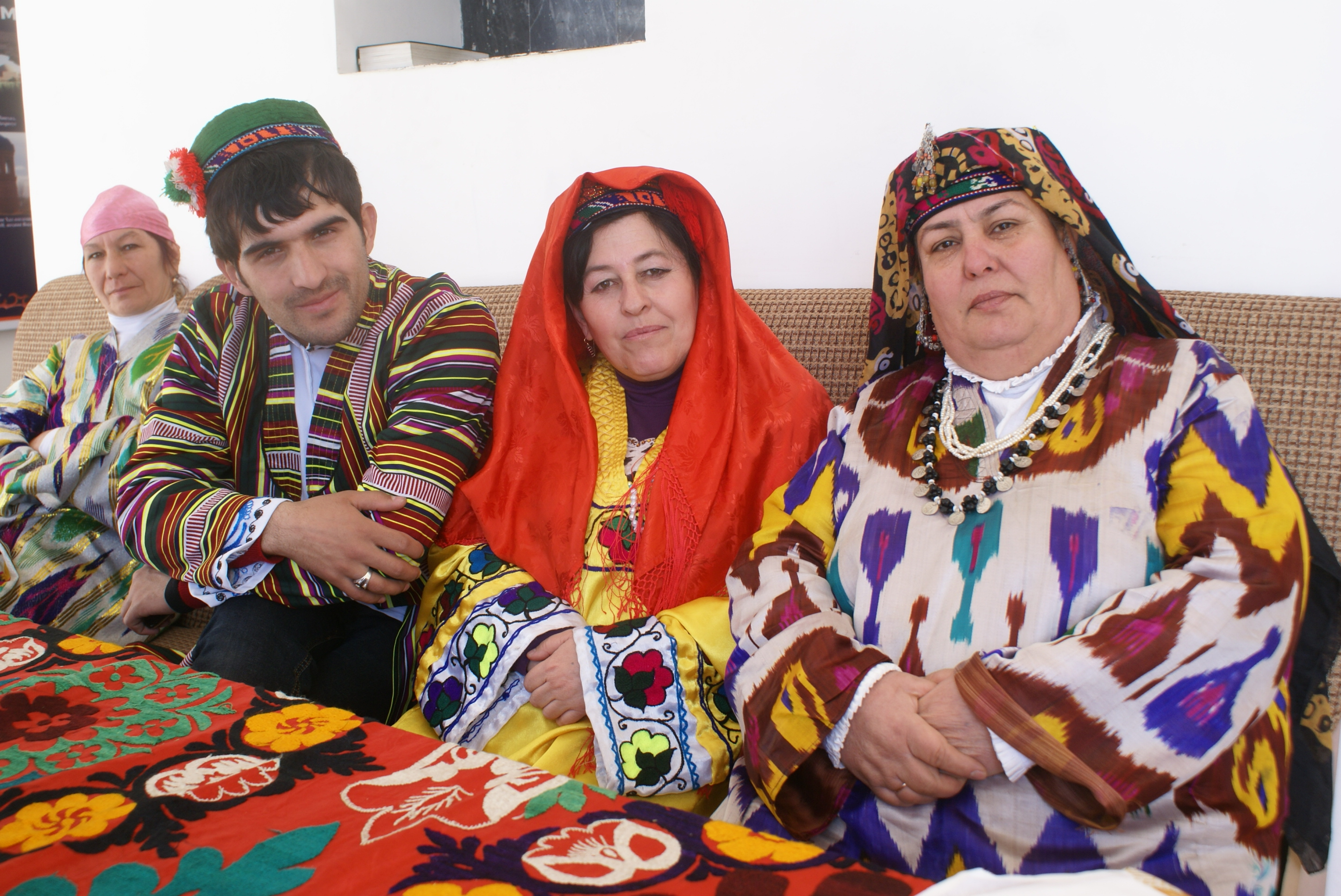
Tradiční oblečení v Tádžikistánu

V zemi přetrvává nošení tradičních národních oděvů, zejména u domorodých žen. Švadleny a vyšívačky v různých oblastech Tádžikistánu používají k výzdobě domácností a ženských oděvů moderní tovární látky a místní ruční výšivky. Muži většinou nosí továrně vyráběné oděvy evropského typu. Někteří muži nosí svrchní národní oděv - džoma (tádžický čoma) a pokrývky hlavy - ťubetejka (tádžické toqi). 
Čakanská výšivka je praxe šití symbolických obrazů na bavlnu nebo hedvábí pomocí pestrobarevných nití, které zobrazují mytologické obrazy, přírodu nebo vesmír. Vyšívá se na oděvy a na běžné předměty v domácnosti, jako jsou závěsy, přehozy a polštáře. Čakanské předměty jsou důležitou součástí svatebních obřadů, kdy nevěsta nosí čakanskou košili a ženich vyšívanou čepici zvanou „tāqi“. Tádžické ženy a dívky běžně nosí čakanský oděv během národních slavností a svátků. Tuto uměleckou formu vytvářejí ženy buď individuálně, nebo ve společenstvích. V roce 2018 byla čakanská výšivka zapsána na Reprezentativní seznam nehmotného kulturního dědictví lidstva UNESCO.
Tádžická hudba je úzce spřízněna s uzbeckou a dalšími formami středoasijské hudby. Klasická hudební styl se nazývá šašmakam a je velmi podobná uzbecké hudbě.[117] Jižní oblast Tádžikistánu má velmi osobitou formu tradiční hudby zvanou falak, která se hraje při oslavách svateb, obřízek a dalších kulturně významných příležitostech. Tradiční tádžická hudba se obvykle dělí na tři styly: pamírský v Horském Badachšánu, kuhistonský v Chisoru, Kulobu a Garmu a severní styl sogdianský; ten je součástí stejné hudební kultury, k níž patří i přilehlé oblasti Uzbekistánu. Existuje mnoho typů písní, jak lyrických, tak instrumentálních, včetně pracovních písní, obřadních písní, pohřební hudby, svatební hudby a hudebních eposů, zejména oslavujících hrdinskou legendu o Guruglim. Garibi je píseň cizinců, novinka chudých dělníků na polích a dalších pracovníků ve 20. století, kteří museli opustit svou vlast.